# Krantenwijk (single)
Krantenwijk is een single van de Nederlandse rapper Lil' Kleine met de Algerijns-Franse rapper Boef uit 2017. Het stond in hetzelfde jaar als vijfde track op het album van Lil' Kleine Alleen.

## Achtergrond
Krantenwijk is geschreven door Memru Renjaan, Julien Willemsen, Jorik Scholten en Sofiane Boussaadia en geproduceerd door Jack $hirak. Het is een nederhopnummer waarin de rappers zingen over het succes wat ze hebben bereikt en blikken ze terug over hoe veel minder het vroeger ging. Het lied werd uitgebracht met een videoclip waarin beelden van de artiesten in een fotostudio zijn te zien. De videoclip werd bij uitbrengen een half miljoen keer bekeken binnen twaalf uur. Het lied was het op één na meest beluisterde nummer van 2017 op Spotify in Nederland. De single heeft in Nederland de zeven dubbele platina status.

## Hitnoteringen
Het lied was in zowel Nederland als België in hitlijsten te vinden. In de Single Top 100 kwam het tot de eerste plaats en was het maar liefst 43 weken in de lijst te vinden. In zowel de Nederlandse Top 40 als de Vlaamse Ultratop 50 kwam het tot de vierde positie. In de Top 40 stond het dertien weken in de lijst en in de Ultratop 50 was het 21 weken in de hitlijst te vinden. 